# Germanos av Patras
Germanos av Patras, född 25 mars 1777, död 30 maj 1826, var en grekisk frihetskämpe.
Germanos var ärkebiskop av Patras från 1806 och från 1818 en framträdande medlem av hetärian, som förberedde uppror mot turkarna. I början av april 1821 utvecklade Germanos i Hagia Lavra kloster den där ännu bevarade korsfanan, som blev signalen till folkupproret på Morea. Germanos fick senare många viktiga uppdrag i det befriade Grekland.